# La Residencia
La Residencia és un hotel de luxe situat a la vila de Deià, a Mallorca.
Inicialment es construí a partir de dues possessions, Son Canals i Son Moragues, però des de llavors ha duit a terme nombroses ampliacions, abastant també Son Fony. El magnat Richard Branson, també propietari de Virgin va adquirir l'hotel el 1987,
El 2002 Branson va vendre l'hotel a la cadena Orient Express (reanomenat Belmond el 2014) del magnat britànic James B. Sherwood. Al final de 2018 el grup francès Moët Hennessy Louis Vuitton va adquirir Belmond.
Atrets també per la seva bellesa, nombroses personalitats com l'emperador i l'emperadriu del Japó, els reis d'Espanya, Jordània, i Noruega, la Duquesa de Kent, Diana Spencer, entre altres s'hi han allotjat.